# Ozon (entreprise)
Pour les articles homonymes, voir Ozon.
 (novembre 2020).
Ozon est une entreprise russe spécialisée dans la distribution en ligne.
En février 2016, le magazine Forbes a estimé la valeur de la société à 680 millions de dollars. En 2018, la société a enregistré la plus forte croissance des ventes en 10 ans d'existence. Selon la société elle-même, le chiffre d'affaires de la boutique en ligne a augmenté de 73% à 42,5 milliards de roubles. En 2019, Ozon a pris la cinquième position dans le classement du magazine Forbes « les 20 entreprises les plus chères de Runet-2019 » et la valeur de la société a été estimée à 694 millions de dollars. En 2020, il a pris la sixième place dans la liste des entreprises les plus chères du segment russe de l'Internet selon Forbes.
Depuis plus de 20 ans, le magasin reste déficitaire, c'est-à-dire qu'il ne fait aucun profit. Les frais d'exploitation sont couverts par l'argent des investisseurs.

## Histoire
En novembre 2020, Ozon effectue une introduction en bourse partielle au Nasdaq de 990 millions de dollars.